# Kevin Conboy
Kevin Conboy (født 15. oktober 1987 i Esbjerg) er en dansk tidligere fodboldspiller. 

## Karriere
Han fik sin fodboldopdragelse i den vestjyske klub Jerne IF92.

### Esbjerg fB
Conboy fik i foråret 2008 sin første professionelle kontrakt, da han skrev kontrakt med Esbjerg fB. Han fik førsteholdsdebut for klubben den 12. april 2008 i en udebanekamp mod Brøndby IF. Conboy nåede at spille 76 superligakampe og score et mål samt spille tre kampe i 1. division for Esbjerg.

### NEC Nijmegen
Den 30. august 2011 solgte Esbjerg fB spilleren til den hollandske klub NEC Nijmegen, da han på det tidspunkt havde to år tilbage af kontrakten med den danske klub. Conboy underskrev efterfølgende en treårig kontrakt med NEC.

### FC Utrecht
I august 2015 blev det offentliggjort, at Conboy skiftede til FC Utrecht på en fri transfer.

### Randers FC
Efter to sæsoner i Utrecht vendte Conboy tilbage til Danmark, hvor han skrev en treårig kontrakt med Randers FC.
Esbjerg FB
16/1-2020 blev det offentliggjort, at Conboy vendte retur til Esbjerg FB, i en byttehandel, hvor Jesper Lauridsen blev sendt til Randers FC.

## Titler

### Klub
NEC
- Eredivise (1): 2014-15